# Gramenca prima
Gramenca prima là một loài nhện trong họ Salticidae. Chúng thuộc chi đơn loài Gramenca, được Rollard & Wanda Wesołowska miêu tả năm 2002.